# Vizille
Vizille là một xã thuộc tỉnh Isère, trong vùng Rhône-Alpes ở đông nam nước nước Pháp. Xã này nằm ở khu vực có độ cao trung bình 307 mét trên mực nước biển. Theo điều tra dân số năm 1999 của INSEE, xã có dân số 1016 người.
Vizille có bảo tàng cách mạng Pháp. Xã cũng có tòa lâu đài cổ..